# Baixian Ling
Baixian Ling (chinesisch 白線領 ‚Weißer Kragen‘) ist ein Hügel an der Ingrid-Christensen-Küste des ostantarktischen Prinzessin-Elisabeth-Lands. Er ragt im östlichen Teil der Larsemann Hills auf der Basis der Halbinsel Haizhu Bandao auf.
Chinesische Wissenschaftler benannten ihn 1993 deskriptiv im Zuge von Vermessungs- und Kartierungsarbeiten.